# Vollzugsmuseum Wilhelmshaven
Das Vollzugsmuseum Wilhelmshaven stellt die Geschichte des Strafvollzugs dar. Es befindet sich auf dem Gelände der Justizvollzugsanstalt Oldenburg, Abteilung Wilhelmshaven, in Wilhelmshaven.

## Ausstellung
Bundesweit finden sich nur vier Museen, die sich mit der Geschichte des Strafvollzuges befassen und auch für die Bevölkerung zugänglich sind. Anhand von Hunderten aus Niedersachsen zusammengetragenen Exponaten wie Uniformen, Schusswaffen, Blankwaffen, Effekten und Dokumenten aus dem Bereich des Strafvollzuges wird den Besuchern in der Ausstellung ein Einblick in die Geschichte des Strafvollzuges gewährt. Das Museum informiert über den Wandel vom „Verwahrvollzug“ der Jahrhundertwende mit Ketten und Rutenhieben zum „Behandlungsvollzug“ mit seinen Bildungs- und schulischen Maßnahmen. Weiterhin sollen der Bevölkerung auch die Aufgaben und Ziele des heutigen Behandlungsvollzuges näher gebracht und Vorurteile, beziehungsweise Vorbehalte gegenüber Inhaftierten und ihrer Unterbringung, abgebaut werden.
Auch die Zeit des Nationalsozialismus mit seinen Folgen für die Rechtsprechung in dieser Zeit wird u. a. anhand von Schautafeln mit Todesurteilen gegen Marinesoldaten aufgezeigt, die zu dieser Zeit hier einsaßen und auf ihre Hinrichtung warteten.

## Geschichte
Das Museum entstand aus der zunächst nur provisorischen Ausstellung im ehemaligen Luftschutzbunker zum Tag der offenen Tür anlässlich des 100-jährigen Bestehens des 1908 als Marine-Arrestanstalt errichteten Gebäudes am Ölhafendamm im September 2008.
Im Laufe der Zeit wurde die Ausstellungsfläche umstrukturiert beziehungsweise erweitert. Ein an den Bunker angesetzter Anbau wurde neu aufgebaut und dient heute einer historischen Zelle aus den 1930er Jahren als Kulisse. Vor dem „Vater Seemann“ wurde ein altes Wachhäuschen aus Beständen der Bundesmarine aufgestellt, das von Inhaftierten restauriert wurde.
Träger des Museums ist der Förderverein Vollzugsmuseum Wilhelmshaven e.V. Der Förderverein wurde im Dezember 2011 gegründet mit dem Ziel, die vollzugsgeschichtliche Sammlung im ehemaligen Luftschutzbunker auf dem Gelände der Justizvollzugsanstalt in Wilhelmshaven zu erhalten und gegebenenfalls zu erweitern. Des Weiteren hat er sich zur Aufgabe gemacht, soziale, kulturelle und pädagogische Projekte bei der Arbeit mit Strafgefangenen der Abteilung Wilhelmshaven sowohl finanziell als auch materiell zu unterstützen.
Seit 2012 gibt es die Veranstaltungsreihe Kultur im Bunker. Im Ausstellungsraum des Museums finden Lesungen und kleinere Konzerte statt; zu Gast waren die Wilhelmshavener Krimi-Autorin Christiane Franke oder die Oldenburger Liedermacher von Spieltrieb.
Die Premieren-Lesung des Küsten-Krimis Mord zwischen Ebbe und Flut der Autorin Christiane Franke im April 2014 mit gut 100 Gästen in der Mensa der JVA Wilhelmshaven wurde durch den Förderverein organisiert und durch ein Kamerateam des NDR begleitet.
Seit Dezember 2014 ist die niedersächsische Justizministerin Antje Niewisch-Lennartz (Grüne) Schirmherrin des Museums.
Von März bis Juli 2015 gestalteten Studierende des Studiengangs Medienwirtschaft und Journalismus der Jade Hochschule in einem Medienprojekt (unter der Leitung von Professor Götz Greiner) das komplette Corporate Design des Vollzugsmuseums Wilhelmshaven neu und schufen somit ein Einheitsbild, welches das Museum und die Geschichte des Strafvollzugs gestalterisch unterstützt.
Am 7. Oktober 2016 veranstaltete der Förderverein eine Benefiz-Lesung mit dem Schauspieler Volker Lechtenbrink zugunsten des Opferhilfevereins „Weißer Ring“ in der Mensa der JVA. Über 3.100 € waren das Ergebnis dieser Veranstaltung.